# ارکستر سمفونیک بی‌بی‌سی

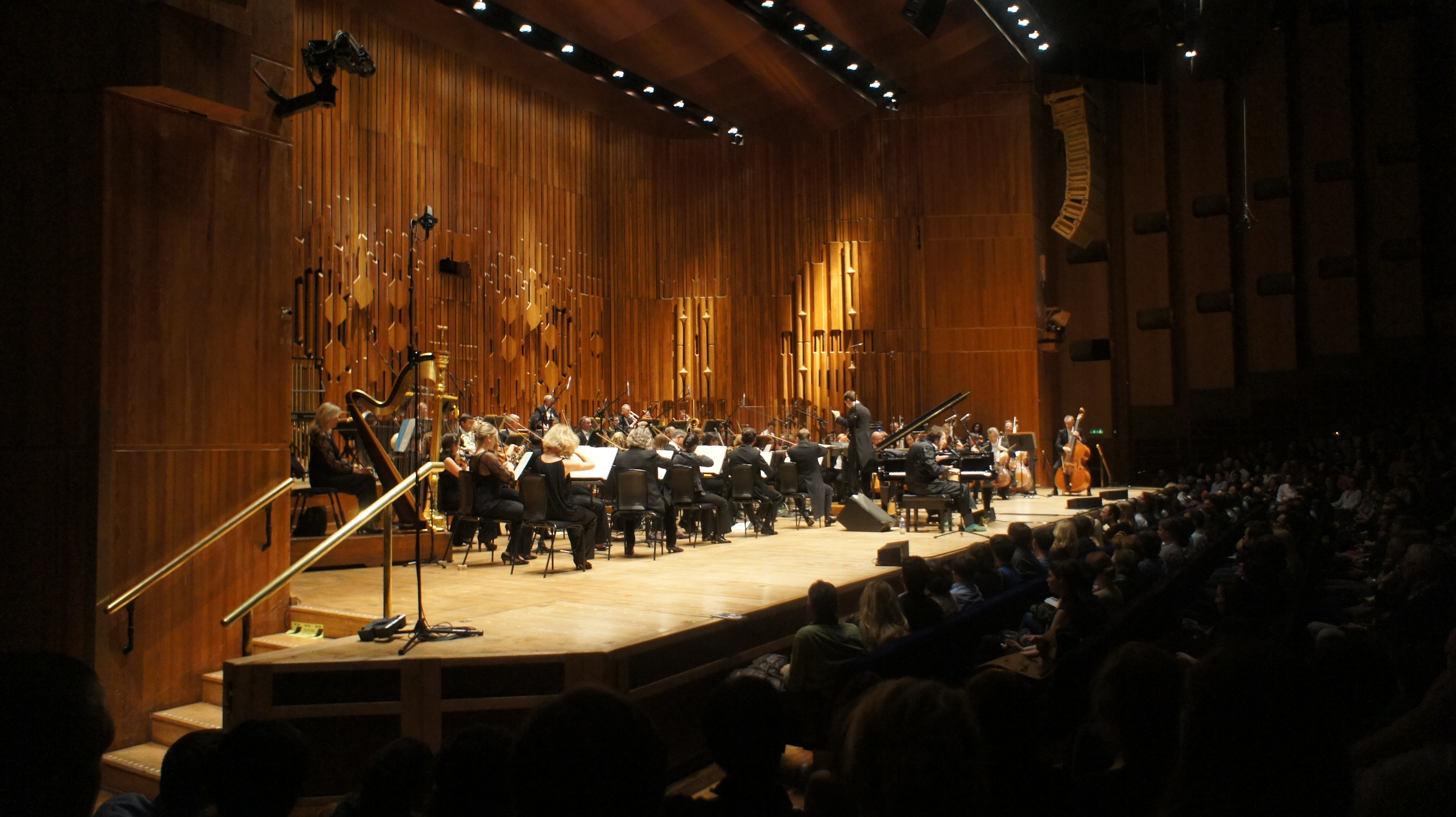
ارکستر سمفونیک بی‌بی‌سی

ارکستر سمفونیک بی‌بی‌سی (انگلیسی: BBC Symphony Orchestra) یک ارکستر بریتانیایی مستقر در لندن است که در سال ۱۹۳۰ تأسیس شده‌است.